# 角柱

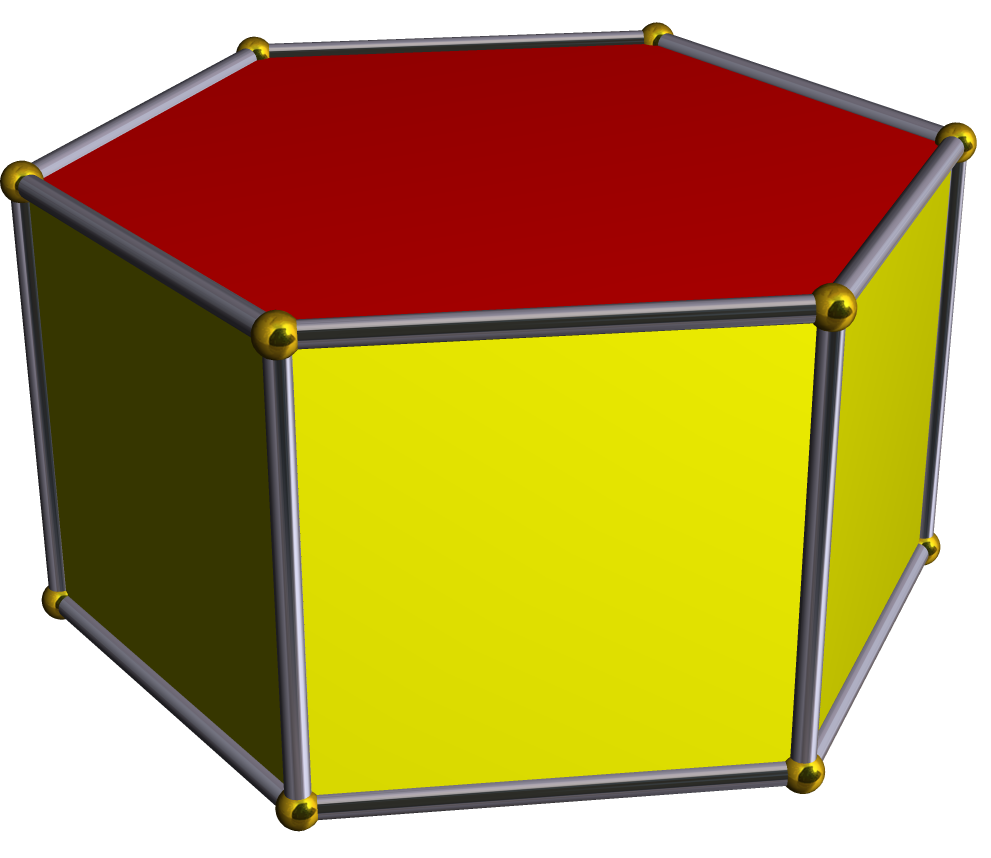
アルキメデスの正六角柱

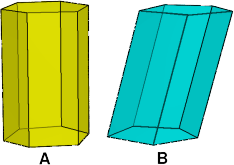
直角柱と斜角柱

角柱（かくちゅう、prism）とは、多角形を底面とする柱体。つまり、2枚の合同で平行な多角形の間に四角形を立たせた多面体、あるいは、多角形がそれに交わる方向に平行移動した軌跡である。このとき、2枚の底面の周上の対応する2点を結ぶ線分を、角柱の母線と呼ぶ。角柱は高さを持った多角形といえる。

## 概要
屋根と底にあたる多角形を底面、底面以外の面を側面という。側面は底面の辺の数だけの四角形から成る筒状の図形であり、全ての母線の集まりと考えられる。
角柱の表面積は底面積の2倍に側面積を加えた広さとして計算される。初等・中等教育の算数・数学科では、側面が底面と直交する長方形から構成される直角柱（ちょっかくちゅう、right prism） のみを考えるため、角柱を多角形をその面に対して垂直な向きに、一定の距離だけ動かしてできる立体と説明するが、側面が底面と斜交する平行四辺形から成る斜角柱（しゃかくちゅう、oblique prism）も含めて考えることがある。
底面が正多角形の角柱を正角柱（せいかくちゅう、regular prism）、底面も側面も正多角形（したがって側面は正方形）の正角柱をアルキメデスの正角柱またはアルキメデスの角柱 (Archimedean prism) という。特にアルキメデスの正角柱だけに限って正角柱という場合もある。
アルキメデスの正角柱は、半正多面体の条件を満たすが、正多角形が厚みを持ったものなので無限個あり、2次元の対称性しか持たないため、通常は半正多面体には含まない。アルキメデスの正四角柱は正六面体（立方体）である。